# San Clemente
För andra betydelser, se San Clemente (olika betydelser).
San Clemente, även San Clemente al Laterano, är en basilika i Rom, helgad åt den helige påven Clemens I. Kyrkan är belägen i Rione Monti och tillhör församlingen Santa Maria in Domnica alla Navicella.

## Byggnadshistoria
Den första kyrkan på platsen uppfördes omkring år 384. Denna byggnad förstördes emellertid när normanderna skövlade Rom 1084. 1108 byggdes en ny kyrka ovanpå ruinerna av den gamla.

## Interiören
En av konstskatterna i San Clemente är kapellet invigt åt helgonet Katarina av Alexandria. Freskerna från 1428–1431 framställer scener ur helgonets liv och är utförda av Masolino da Panicale, förmodligen assisterad av Masaccio.
Arkeologiska utgrävningar företagna under kyrkan 1857–1870 har bland annat bringat ett mithreum i dagen.

## Bilder

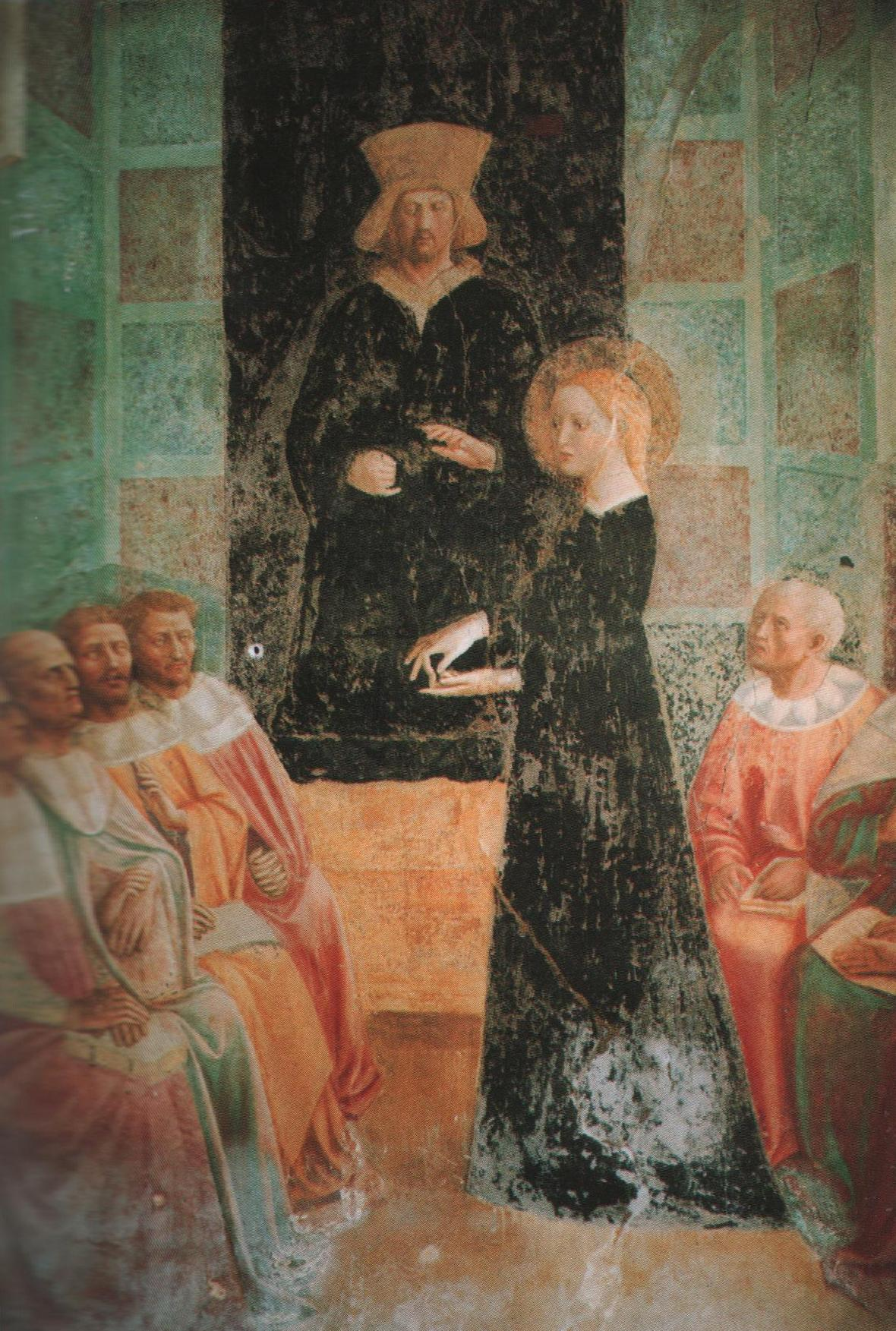
Heliga Katarina av Alexandria försvarar kristendomen inför filosoferna.
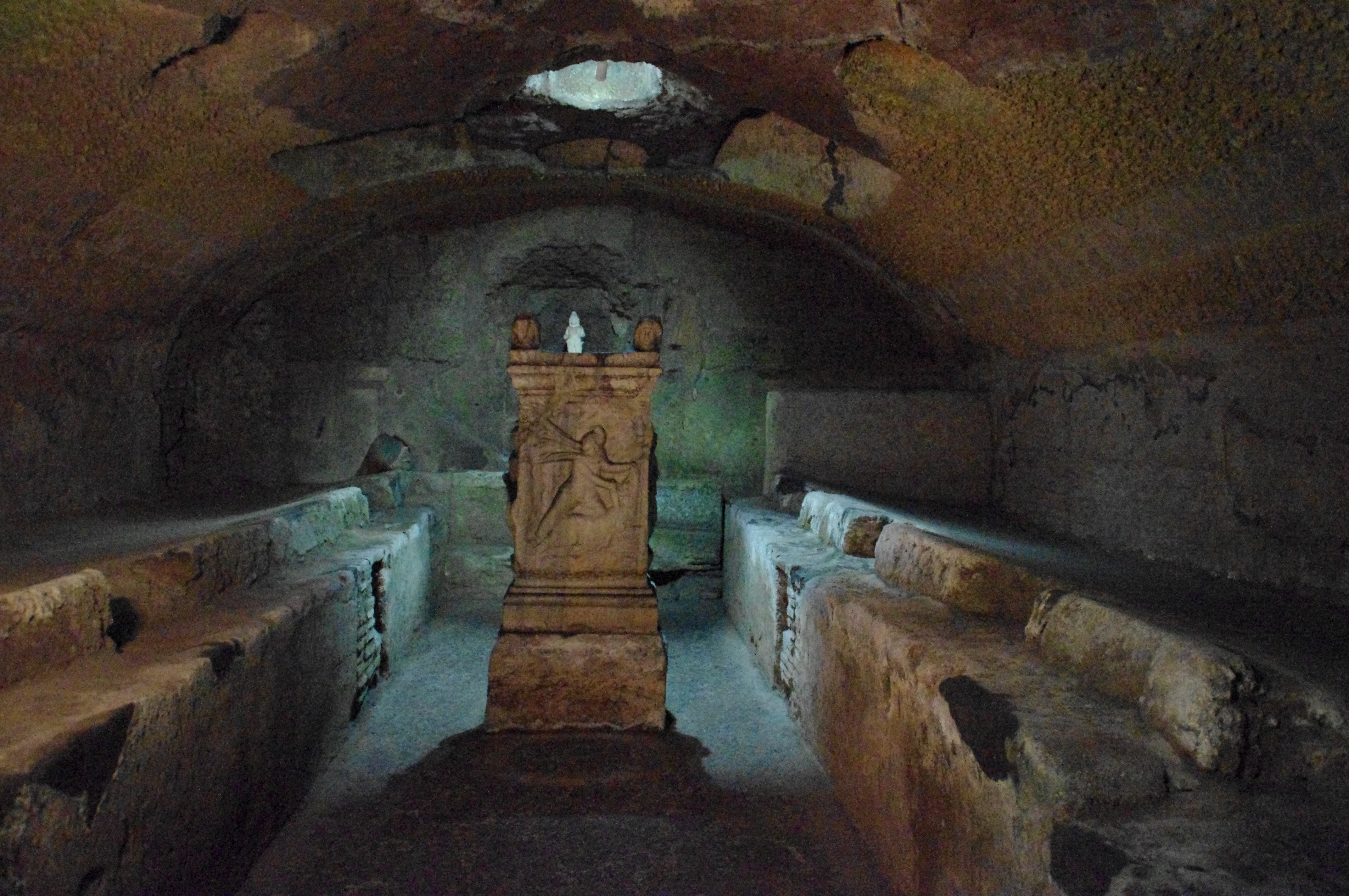
Det före detta mitreet under kyrkan.

### Fotnoter
1. 1 2  Vicariatus Urbis: Chiesa rettoria San San Clemente al Laterano